# Evarcha dubia
Evarcha dubia är en spindelart som först beskrevs av Kulczynski 1901.  Evarcha dubia ingår i släktet Evarcha och familjen hoppspindlar. Inga underarter finns listade i Catalogue of Life.